# Oxidační karbonylace
Oxidační karbonylace jsou chemické reakce, při kterých se na substráty navazuje oxid uhelnatý za přítomnosti oxidačního činidla, produkty jsou estery karboxylových kyselin a kyseliny uhličité; používají se při nich homogenní katalyzátory v podobě komplexů přechodných kovů - často jde o sloučeniny palladia. Mechanismus této skupiny reakcí je podobný jako u Wackerova procesu.

## Příklady
Oxidačními karbonylacemi, katalyzovanými palladiovými katalyzátory, lze přeměnit některé alkeny na homologované estery:
2 RCH=CH2 + 2 CO + O2 + 2 MeOH → 2 RCH=CHCO2Me + 2 H2O
Při těchto reakcích se alkeny pravděpodobně navazují na vazby Pd2+-CO2Me (Me = CH3) metalakarboxylátových esterů a poté proběhne beta-hydridová eliminace.
Kyselina fenylboronová a další arylboronové kyseliny vytvářejí s palladnatými sloučeninami Pd2+-arylové meziprodukty, které se karbonylují za vzniku Pd2+-C(O)arylů. Na tyto benzyl-Pd sloučeniny se navazují alkeny a beta-hydridovými eliminacemi se utvoří arylketony.
Při přeměně methanolu na dimethylkarbonát vedle oxidační karbonylace lze provést rovněž tvorbu fosgenu. Katalyzátory této fosgenace bývají měďné sloučeniny:
2 CO + O2 + 4 MeOH → 2 (MeO)2CO + 2 H2O
Významnou reakcí je také výroba dimethyloxalátu oxidační karbonylací; výchozími látkami jsou jednouhlíkaté sloučeniny:
4 CO + O2 + 4 MeOH → 2 (MeO2C)2 + 2 H2O